# USS Ponce (LPD-15)
Pour les autres navires du même nom, voir USS Ponce.
L'USS Ponce (AFSB(I)-15, anciennement LPD-15) est un navire de classe Austin dans la United States Navy.
Son nom provient de la ville de Ponce à Porto Rico.
Il était prévu qu'il soit retiré du service en 2012, mais il a été converti pour essayer de servir de base dans le golfe Persique pour des hélicoptères Sikorsky CH-53E Super Stallion spécialisés dans le déminage.
Depuis la conversion, il a été utilisé pour tester d'autres technologies comme le Laser Weapon System (LaWS).